# Т27
Панцирник Т27 в час Другої світової війни був розроблений для війська США.
Два прототипи розвідувального панцирника розробила і збудувала 1944 компанія Studebaker (Студебекер). За колісною формулою 8×8 він був близьким до важкого розвідувального панцирника Т18 з 1941 року, але на відміну від нього він мав керованими колеса 1, 2, 4 осей. Озброєння складалось з кулемета і 37 мм гармати. В серію машина не пішла, оскільки для заміни панцирника М8 обрали панцирник Т28 компанії Chevrolet (Шевроле).